# Iōtō
Iōtō (硫黄島?   literalmente, 'isla del azufre') o Iōjima o Iwo Tō (hasta 2007 se llamaba Iwo Jima) es una isla japonesa de origen volcánico que forma parte de las islas Vulcano (en el extremo sur del archipiélago Ogasawara), localizada a aproximadamente 1200 km (650 millas náuticas) al sur de Tokio. Administrativamente forma parte de la subprefectura de Ogasawara en Tokio.
La isla fue escenario de la batalla de Iwo Jima durante la Segunda Guerra Mundial, permaneciendo ocupada por los Estados Unidos hasta 1968. Fue el 23 de febrero de 1945, en el monte Suribachi, donde se tomó una de las fotografías más famosas de la Segunda Guerra Mundial, por Joe Rosenthal.
Tiene una superficie aproximada de 21 km² (8 mi²). La característica más prominente de la isla es el monte Suribachi (Suribachi-yama), un respiradero que se cree está inactivo y que tiene 166 m de altitud. Iōtō es inusualmente plana y sin rasgos distintivos a diferencia de la mayoría de las islas volcánicas. Suribachi es su única característica volcánica obvia, aunque Iōtō es casi enteramente de origen volcánico, esta solo representa el centro levantado de una caldera volcánica sumergida de mucho más tamaño.

## Toponimia
El carácter 島 (isla) se lee shima/jima en la lectura nativa japonesa (kun'yomi), o tō en la lectura de origen chino (on'yomi) dependiendo de qué otro carácter acompaña. La isla se llamó tradicionalmente Iwōtō, aunque debido a los cambios fonéticos del japonés el nombre se pronunciaba Iōtō (como se reflejaría en la escritura japonesa tras la reforma ortográfica de 1946). El nombre alternativo de "Iwo Jima" apareció en atlas navales junto con el tradicional, por lo que posteriormente fue utilizado por el ejército japonés antes de la invasión estadounidense, pasando a ser la pronunciación mayoritaria.
Tras las protestas de antiguos habitantes de la isla, el gobierno japonés a través del Instituto de Estudios Geográficos de Japón del Ministerio de Tierra, Transporte y Turismo debatió el asunto y decretó el 18 de junio de 2007 que el nombre de la isla volvería a ser el de antes de la guerra, Iōtō.

## Historia
La isla fue descubierta  en 1543 por el español Bernardo de la Torre. Hacia 1887 Japón hace un viaje de investigación y no es hasta 1889 cuando llegan los primeros habitantes a ocuparlo. Formalmente fue añadido a la prefectura de Tokio en 1891. Para 1943 ya existían cerca de 1100 civiles japoneses establecidos en la isla. La mayoría de ellos eran también empleados de la caña de azúcar localizada en la parte noreste de la isla, o de la mina de sulfuro y refinería en la misma área. Los habitantes de Iwo Jima vivían en uno de cinco establecimientos, distribuidos en la mitad norte de la isla. El establecimiento que se encontraba más al norte era Kita (literalmente "Norte"), en la parte centro septentrional de Iwo. La aldea de Nishi ("Oeste") estaba situada en la parte noroeste de la isla, mientras que Motoyama, el área urbanizada más grande en Iwo, se hallaba cerca de la mina y refinería de sulfuro. Las dos aldeas restantes, Higashi ("Este") y Minami ("Sur"), estaban ubicadas en la parte noreste de la isla.

### Segunda Guerra Mundial

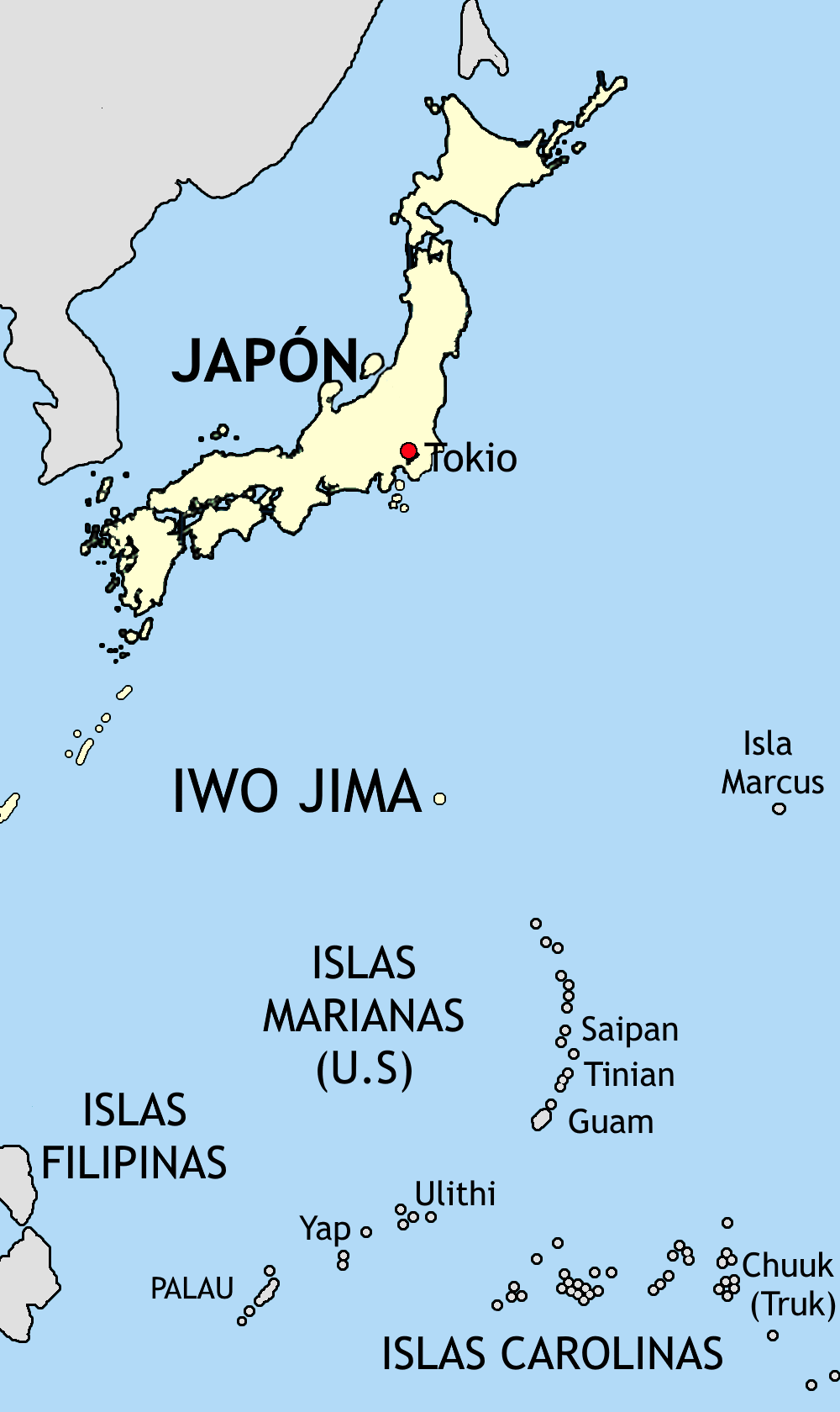
Ubicación de Iōtō (antigua Iwo Jima).

La batalla de Iwo Jima, denominada en clave Operación Detachment, es el nombre que recibe uno de los combates más sangrientos de la Segunda Guerra Mundial, librado en la isla de Iwo Jima entre los infantes de marina de los Estados Unidos y las fuerzas del ejército del Imperio del Japón de febrero a marzo de 1945, durante la Guerra del Pacífico.
Al término de los combates, los estadounidenses lograron conquistar la isla y controlar sus importantes campos de aviación. Sin embargo, durante la cruenta batalla se encontraron con la resistencia extrema de los japoneses, siendo la primera y única batalla en toda la guerra en donde las bajas estadounidenses superaron a las japonesas.

### Desde 1945
Las industrias principales incluían explotación minera del sulfuro y la refinación de la azúcar, aunque la isla se encuentra actualmente deshabitada, y su acceso requiere permisos especiales. La isla está administrada por el Gobierno Metropolitano de Tokio.
El olor del azufre es intenso y su vegetación es escasa. La única ocupación humana en la isla es la de una base marítima de las fuerzas de autodefensas de Japón. Una vez al año, el gobierno de los Estados Unidos organiza visitas para civiles.

## Geografía y geología

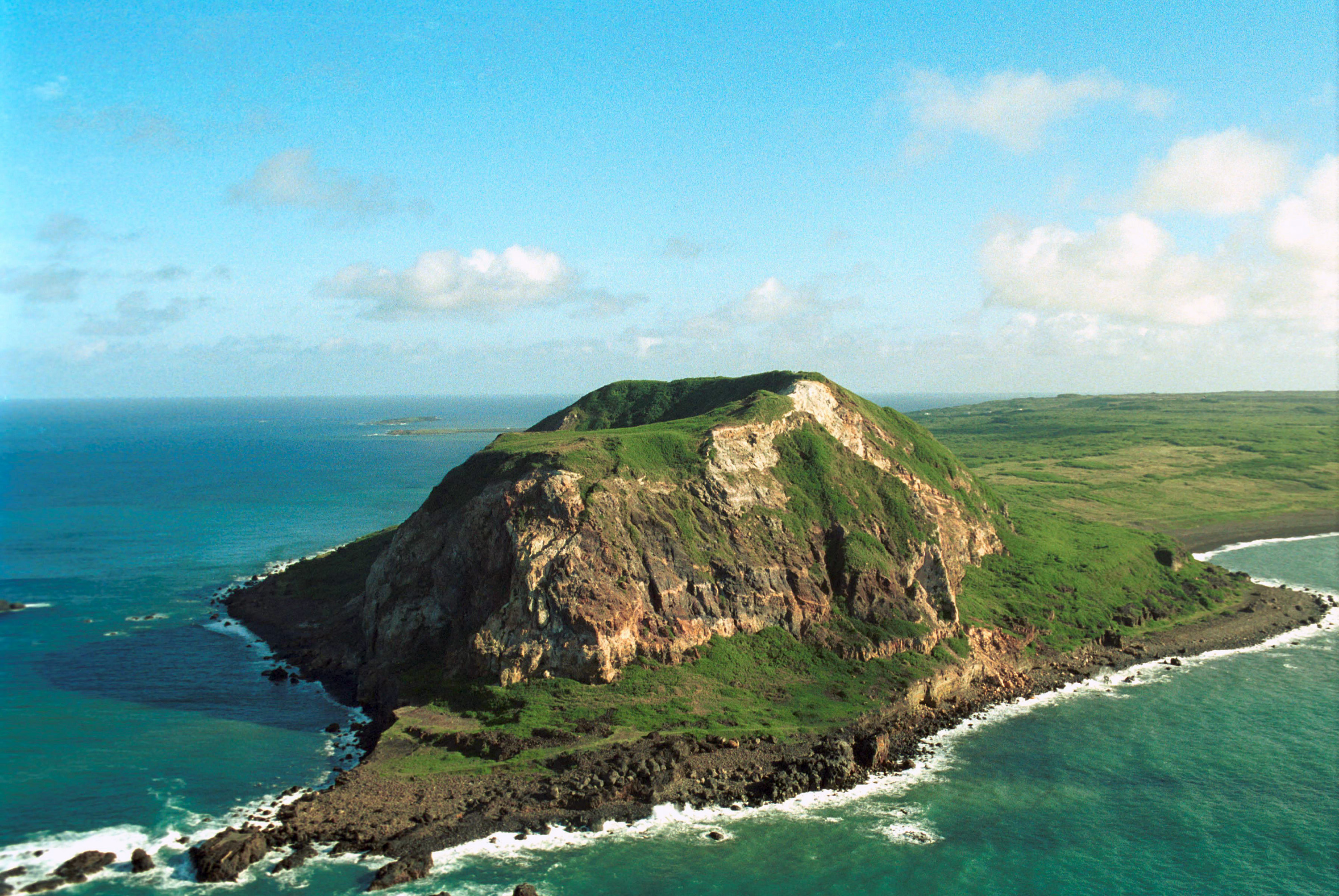
El monte Suribachi es la formación geológica más destacada de la isla.

Solo en la parte norte de la isla existe suelo que permita cultivar ciertas plantas. En el pasado se han sembrado vegetales, caña de azúcar y granos secos para consumo local. Uno de los mayores impedimentos para el establecimiento de un número considerable de habitantes en la isla es la ausencia de fuentes de agua dulce, tales como ríos o lagos. Puesto que la isla también carece de pozos, el agua debe ser acumulada de las lluvia mediante cisternas.
Mientras que la parte norte de la isla es estéril pero habitable, la mitad sur de Iwo Jima es prácticamente inhabitable. En el extremo meridional de la isla se encuentra el Monte Suribachi, un cono volcánico inactivo, que alcanza una altura de 168 metros sobre el nivel del mar. Una meseta ocupa la mayor parte de la zona central de la isla. El área entre la cara norte del Suribachi y la parte más septentrional de la meseta está cubierta por una profunda capa de ceniza volcánica negra, tan fina y poco compacta que complica incluso el caminar sobre ella. Los vehículos con ruedas se ven imposibilitados de transitar por ella, y los dotados de orugas lo hacen con dificultad.

## Ecología
La desolación de la isla se acentúa aún más por la escasa vegetación y la ausencia de animales nativos. En 1944, los únicos residentes de Iōtō eran los soldados japoneses y las ratas que fueron accidentalmente introducidas con los pertrechos; la única ave endémica, una subespecie de la gallineta cejiblanca, se extinguió en la década de 1920 después de la expansión de las operaciones mineras.